# Ceapli, Starîi Sambir
Ceapli (în ucraineană Чаплі) este localitatea de reședință a comunei Ceapli din raionul Starîi Sambir, regiunea Liov, Ucraina.

## Demografie
Componența lingvistică a localității Ceapli
     Ucraineană (99,66%)
     Alte limbi (0,34%)
Conform recensământului din 2001, majoritatea populației localității Ceapli era vorbitoare de ucraineană (99,66%), existând în minoritate și vorbitori de alte limbi.